# Dead Gal Walking
"Dead Gal Walking" é considerado o segundo single da terceira mixtape de Lil' Kim, Hard Core 2K14.

## Sobre
A primeira aparição sobre a musica foi em 2 de Setembro de 2011, onde seu produtor vazou algumas previas da instrumental da canção, porém com o titulo "Dead Girl Walking", juntamente com alguns trechos da musica "Looks Like Money", ambas gravadas no mesmo período. Já em 14 de Outubro de 2012, surgiu novamente um novo trecho da canção, porém com vocais da cantora Rihanna incluídos, surgindo rumores de uma parceria entre as duas, mas logo depois foi descoberto que os vocais na verdade pertenciam a canção "Cheers (Drink to That)" da mesma. Em 2013, a musica foi oficialmente anunciada e lançada em 31 de Outubro, onde foi incluída na terceira mixtape da rapper, Hard Core 2K14.
Em entrevista a MTV News, Lil' Kim disse sobre a canção: "Ela conta sobre um histórico muito forte e sério, mas ao mesmo tempo, é para se sentir-se bem." "Há um monte de coisas que você pode transformar em uma menina morta ou um homem morto andando, e ninguém quer ser isso. Então, acho que a minha mensagem é "Não se torne uma garota morta ou um homem morto andando. Viva a sua vida direito".
A canção foi fortemente comparada a outras musicas como "Dancehall Queen" de Robyn e "Man Down" de Rihanna.

## Faixas
| Edição padrão |                    |         |  |
| N.º           | Título             | Duração |  |
| 1.            | "Dead Gal Walking" | 2:28    |  |

## Processo
Para divulgar o single em Novembro de 2013, Kim postou em suas redes sociais uma imagem da modelo e maquiadora canadense Samantha Ravndahl maquiada como zumbi, e ela e sua equipe ainda acrescentou seu próprio logotipo na imagem da modelo sem permissão. Após ficar sabendo do acontecido, Samantha entrou em contato com o aconselhamento jurídico do Reddit alegando que Kim usou sua imagem sem permissão ou créditos, ela também afirmou que ainda tentou entrar em contato com Kim pelas suas redes sociais, mas a tentativa foi sem sucesso. De acordo com o site TMZ, ela processou Lil' Kim e sua equipe por danos, a partir de $150.000 dólares.
Em entrevista a XXL Magazine, Kim disse sobre o caso: "Se houvesse alguma coisa acontecendo, minha equipe saberia melhor do que eu. Você tem que começar a partir de minha equipe, porque eu realmente não sei o que está acontecendo", e segundo a revista, Kim não poderia estar ciente do plágio no trabalho artístico.
Tempos depois, a capa do single foi oficialmente oficializada no dia das bruxas, criada pelo designer americano Dusty, desta vez, com a imagem de Kim como zumbi.